# Розтока (притока Соли)
Розтока (пол. Roztoka,, Rostoka) — річка в Польщі, у Живецькому повіті Сілезького воєводства. Ліва притока Соли, (басейн Балтійського моря).

## Опис
Довжина річки 4,01 км, найкоротша відстань між витоком і гирлом — 3,30 км, коефіцієнт звивистості річки — 1,22.

## Розташування
Бере початок на південно-східній стороні від Маґуркі Вільковицької (933 м) у ґміні Черніхув. Тече переважно на південний схід і на південно-західній околиці села Черніхув впадає у річку Солу, праву притоку Вісли.

## Цікаві факти
- Понад річкою зусібіч розташовані туристичні велосипедні та пішохідні доріжки (на мапі: зелені, жовті, голубі та червоні)[1].
- Біля витоку річки розташована природна пам'ятка «Диявольський Камінь».[2]

## Галерея

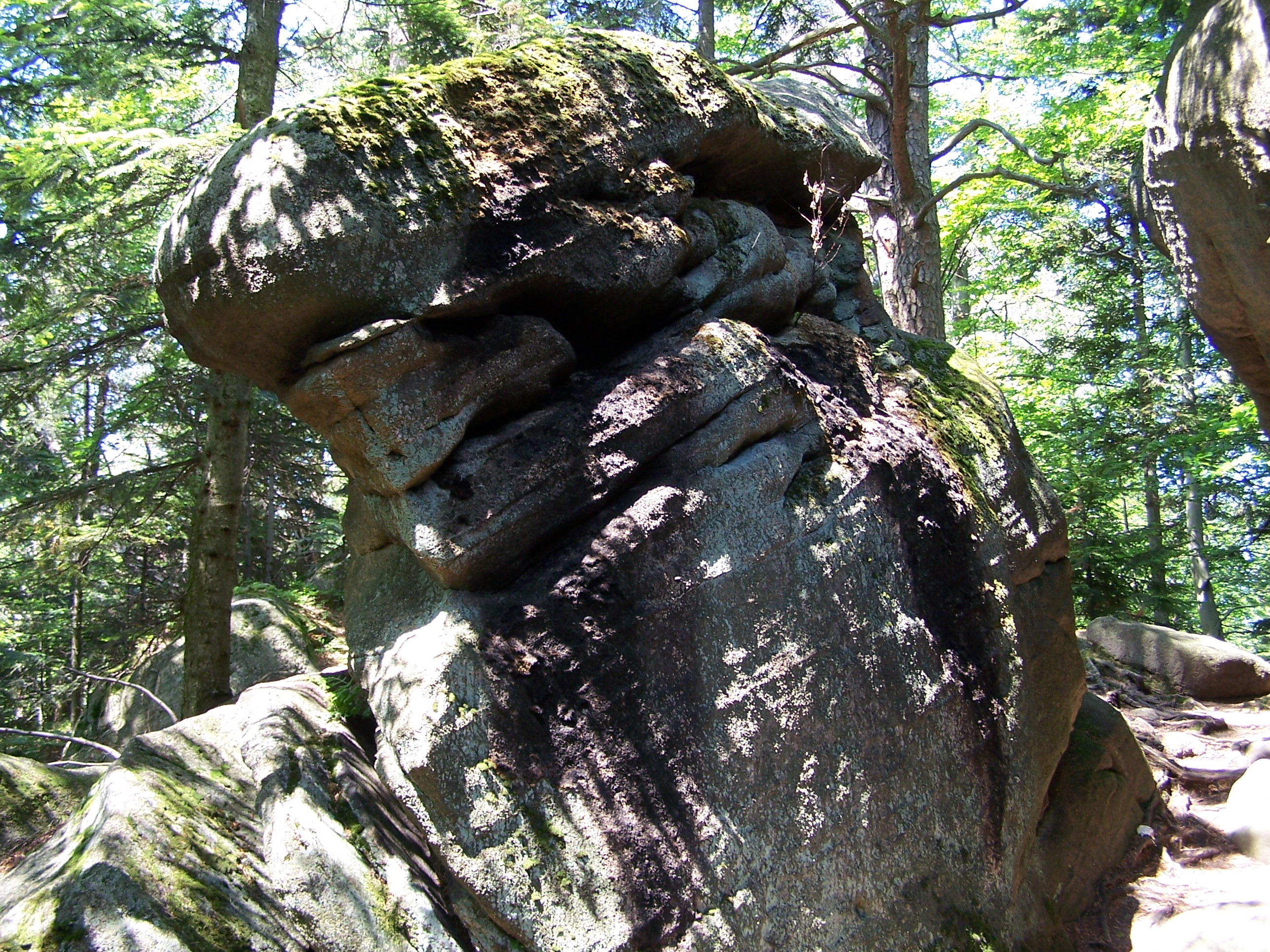